# واين آدامز
واين آدامز هو سياسي كندي، ولد في 1943 في كندا. حزبياً، نشط في الحزب الليبرالي في نوفا سكوشا ‏. وقد انتخب عضو مجلس نواب نوفا سكوتيا.